# Mozes F. Heinschink
Mozes F. Heinschink (* 1939 in Oberndorf an der Melk) ist ein österreichischer Sprachwissenschaftler.
Heinschink ist ein international bekannter Experte für Romani-Dialekte. Seit den frühen 60er Jahren sammelt er Märchen, Lieder und Erzählungen der Roma.
Die Sammlung Heinschink im Phonogrammarchiv der Österreichischen Akademie der Wissenschaften ist eine der größten Sammlungen von Tondokumenten über die Kultur und Musik der Roma Zentral- und Südosteuropas sowie der Türkei.

## Publikationen
- Mozes F. Heinschink: Roma – das unbekannte Volk : Schicksal und Kultur. Böhlau, Wien 1994.
- Mozes F. Heinschink: Romani Chib : Die Sprache der Roma. Böhlau, Wien 1994.
- Mozes F. Heinschink: Sprachen der Sinti und Roma.
- Mozes F. Heinschink, Petra Cech: Sepecides-Romani : Grammatik, Texte und Glossar eines türkischen Romani-Dialektes. In: Balkanologische Veröffentlichungen. Band 34. Harrassowitz, Wiesbaden 1999, ISBN 3-447-04188-9.
- Mozes F. Heinschink: Verschriftungsprobleme bei der Kodifizierung der österreichischen Lovara-Dialekte.
- Mozes F. Heinschink: Wörterbuch der Romani-Variante der österreichischen Lovara. Verein Romano Centro, Wien 2002.
- Mozes F. Heinschink, Petra Cech: Sepecides Romani. In: Languages of the World/Materials. Nr. 106. LINCOM Europa, München/Newcastle 1996, ISBN 3-89586-036-0.
- Mozes F. Heinschink, Christiane Fennesz-Juhasz, Dieter W. Halwachs: Sprache und Musik der österreichischen Roma und Sinti. Graz 1996.
- Mozes F. Heinschink, Dieter W. Halwachs: Sprachwandel im Romani der in Wien ansässigen Kalderas.

Literarische und ethnographische Werke
- Mozes F. Heinschink, Rade Uhlik: Von den Hexen. Märchen der Gurbet-Roma. Drava, Klagenfurt 2006.
- Ilija Jovanović: Bündel : Gedichte. EYE Literaturverlag, Landeck 2000, ISBN 3-901735-08-9 (Übersetzung von Mozes F. Heinschink).